# ヘンリー・ディグビー (初代ディグビー伯爵)
初代ディグビー伯爵ヘンリー・ディグビー（英語: Henry Digby, 1st Earl Digby、1731年7月21日 – 1793年9月25日）は、グレートブリテン王国の貴族、政治家。1755年から1765年まで庶民院議員を務めた。

## 生涯
エドワード・ディグビー閣下と妻シャーロット（Charlotte、旧姓フォックス（Fox）、1778年11月没、スティーブン・フォックスの娘）の息子として、1731年7月21日に生まれた。1739年にウェストミンスター・スクールに入学、一旦中退したが1743年から1748年まで再び同校に通った。
1749年5月、南部省秘書官の1人として南部担当国務大臣の第4代ベッドフォード公爵ジョン・ラッセルの部下になり、1750年にはチャールズ・ハンベリー・ウィリアムズ（母の兄弟にあたるヘンリー・フォックスの友人）の秘書官としてウィリアムズに随行し、神聖ローマ帝国とポーランド・リトアニア共和国を旅した。
1754年イギリス総選挙でウェルズ選挙区から出馬する予定だったが、兄エドワードがウェルズ選挙区から出馬したため、ディグビーは出馬できなかった。フォックスの尽力により1755年11月にジョージ・オーガスタス・セルウィンの支持を受けて、ラガーショル選挙区の補欠選挙で当選した。このとき、フォックスが南部担当国務大臣を務めていたため、ディグビーは同11月に南部省政務次官に任命され、1756年にフォックスが退任するとディグビーも政務次官を退任した。1757年11月30日に兄エドワードが死去すると、アイルランド貴族におけるディグビー男爵位を継承した。
1761年イギリス総選挙ではウェルズ選挙区から出馬して、無投票で当選した。1763年4月にグレンヴィル内閣が成立して、フォックスがホランド男爵に叙されると、ディグビーは下級海軍卿（Lord of the Admiralty）に任命され、「次の会期」にグレートブリテン貴族への叙爵を約束されたが、実際に叙爵が行われたのは1765年7月にグレンヴィル内閣が倒れ、ディグビーが下級海軍卿の職を失うときだった。1765年8月、ディグビーはグレートブリテン貴族であるドーセット州におけるシェアボーンのディグビー男爵に叙された。ディグビーには庶民院で演説した記録はなかった。
1790年11月1日、グレートブリテン貴族であるリンカンシャーにおけるディグビー伯爵とウォリックシャーにおけるコーゾル子爵に叙された。
1793年9月25日にシェアボーンで死去、同地で埋葬された。2人目の妻との間の息子エドワードが爵位を継承した。

## 家族
1763年9月4日、エリザベス・フィールディング（Elizabeth Feilding、1742年ごろ – 1765年1月19日没、チャールズ・フィールディング閣下の娘）と結婚、1男をもうけた。
- エドワード（1764年6月20日 – ?） - 夭折[2]

1770年11月10日、メアリー・ノウルズ（Mary Knowles、1794年2月26日没、ジョン・ノウルズの娘）と結婚、3男2女をもうけた。
- エドワード（1773年1月6日 – 1856年5月12日） - 第2代ディグビー伯爵[2]
- ロバート（1775年4月10日 – 1830年9月25日[5]）
- スティーブン（1776年 – 1795年[5]）
- シャーロット・マリア（1807年5月15日没） - 1796年7月22日、ウィリアム・ウィンフィールド（英語版）（1773年? – 1858年3月20日/21日、ジョージ・ウィンフィールドの長男）と結婚、子供あり[5][6]
- エリザベス・テリーザ（1781年 – 1806年[5]）